# 帯広市立翔陽中学校
帯広市立翔陽中学校（おびひろしりつ しょうようちゅうがっこう）は、北海道帯広市に所在する公立（市立）中学校。

## 生徒
- 生徒数 - 471人
  - 1年生 - 161人
  - 2年生 - 164人
  - 3年生 - 146人
  - 特別支援学級（内数）- 18人

2019年（令和元年）5月1日現在

## 沿革
- 2011年（平成23年）4月1日 - 帯広市立帯広第三中学校と帯広市立帯広第六中学校が統合し、開校する[1]。

## 著名な出身者
- 米沢則寿（旧・帯広第六中学校）‐ 帯広市長
- 中島みゆき（旧・帯広第三中学校）‐ フォークシンガー